# Peluda bruna
La peluda bruna (Arnoglossus brunneus) és un peix teleosti de la família dels bòtids i de l'ordre dels pleuronectiformes.

## Morfologia
Pot arribar als 18,3 cm de llargària total.

## Distribució geogràfica
Es troba a les costes de Luzon (Filipines).